# Прокопьевск
Проко́пьевск — город областного подчинения в Кемеровской области России, административный центр Прокопьевского района (муниципального округа), в состав которого не входит, образует отдельное муниципальное образование Прокопьевский городской округ.
Третий по населению город Кемеровской области после Кемерово и Новокузнецка, сто шестой по численности населения город России.

## Этимология
Образовался в 1918 году путем слияния сёл Монастырское и Прокопьевское как посёлок Прокопьевский; с 1931 года — город Прокопьевск. Название села, давшего название городу, от православного личного имени Прокопий.

## Общие сведения
Это третий по количеству жителей, пятый по площади и один из старейших городов Кемеровской области. Расположен на юге Западной Сибири, в предгорьях Салаирского кряжа, на реке Абе, в южной части Кузнецкого угольного бассейна (Кузбасса).
Население 170 429 чел. (2025).
Город входит в Новокузнецкую (Кузбасскую) агломерацию, население которой насчитывает 1,5 млн человек (2019); она является 12-й по величине в стране и четвёртой в Сибири после Новосибирской, Красноярской и Омской городских агломераций; включает города Новокузнецк, Калтан, Киселёвск, Междуреченск, Мыски, Осинники, Прокопьевск, а также поселения Междуреченского городского округа, Новокузнецкого и Прокопьевского муниципальных районов Кемеровской области. Является одной из немногих агломераций-миллионеров при российских городах-немиллионерах.
Город являлся одним из крупнейших угледобывающих центров страны. День города празднуется в последнее воскресенье августа, совмещён с важным для города профессиональным праздником Днём Шахтёра.
Распоряжением Правительства РФ от 29.07.2014 N 1398-р (ред. от 13.05.2016) «Об утверждении перечня моногородов», включён в список моногородов Российской Федерации с наиболее сложным социально-экономическим положением.
Постановлением Правительства Российской Федерации от 03.12.2018 № 1470 в границах Прокопьевского городского округа создана Территория опережающего социально-экономического развития (ТОСЭР).

## Физико-географическая характеристика
Географическое положение
Расстояние до Москвы 3096 км по прямой, 3788 км по автодорогам.
Часовой пояс
Город Прокопьевск, как и вся Кемеровская область, находится в часовой зоне МСК+4. Смещение применяемого времени относительно UTC составляет +7:00.

## История
Современный Прокопьевск расположен на территории нескольких старинных сибирских селений: Зенково, Усят, Сафоново, Монастырское и др., которые стали основываться с XVII века: в 1618 г. был основан Кузнецкий острог, в 1648 г. — село Монастырское вблизи мужского Христорождественского монастыря. В 1784 г. было основано село Усаты (Усяты). Позже появилось село Прокопьевское, названное в честь Прокопия Устюжского, которое впоследствии дало название городу. В 1911 году село Прокопьевское становится центром одноимённой волости.
12 октября 1917 г. начинается промышленное освоение Прокопьевского рудника: в этот день были добыты первые пуды угля, занесённые в «Подневную книгу». 29 января 1928 г. постановлением ВЦИК село Прокопьевское было преобразовано в рабочий посёлок (с населением 14400 человек). 30 июня 1931 года постановлением Президиума ЦИК рабочему посёлку Прокопьевску был присвоен статус города (с населением 55 тыс. человек). Город становится крупным промышленным центром не только Западной Сибири, но и всей страны.
На шахте в Прокопьевске 10 ноября 1937 года произошла авария в результате чего погибло 6 человек.
С 23 марта 1950 г. по решению городского исполнительного комитета в черту города входит село Спиченково.
Указом Президиума Верховного Совета СССР от 26 июня 1981 года за большие успехи, достигнутые трудящимися города в хозяйственном и культурном строительстве, развитии угольной промышленности и значительный вклад в обеспечение Победы над немецко-фашистскими захватчиками в Великой Отечественной войне город Прокопьевск Кемеровской области награждён Орденом Трудового Красного Знамени.
11 сентября 2023 года Указом Президента Российской Федерации городу было присвоено почётное звание «Город трудовой доблести».

## Население
| 1926     | 1931     | 1939     | 1956     | 1959     | 1962     | 1967     | 1970     | 1973     | 1975     | 1976     |
| -------- | -------- | -------- | -------- | -------- | -------- | -------- | -------- | -------- | -------- | -------- |
| 11 000   | ↗54 300  | ↗107 000 | ↗260 000 | ↗281 958 | ↗292 000 | ↘290 000 | ↘274 485 | ↘269 000 | ↘266 000 | →266 000 |
| 1979     | 1982     | 1985     | 1986     | 1987     | 1989     | 1990     | 1991     | 1992     | 1993     | 1994     |
| ↗266 167 | ↗268 000 | ↗269 000 | ↗272 000 | ↗278 000 | ↘273 838 | ↘261 000 | ↗273 000 | ↘272 000 | ↘269 000 | ↘266 000 |
| 1995     | 1996     | 1997     | 1998     | 1999     | 2000     | 2001     | 2002     | 2003     | 2004     | 2005     |
| ↘250 000 | ↘247 000 | →247 000 | ↘241 000 | ↘240 500 | ↘237 300 | ↘231 200 | ↘224 597 | ↗224 600 | ↘221 200 | ↘218 900 |
| 2006     | 2007     | 2008     | 2009     | 2010     | 2011     | 2012     | 2013     | 2014     | 2015     | 2016     |
| ↘216 700 | ↘214 700 | ↘213 200 | ↘212 029 | ↘210 130 | ↘209 733 | ↘207 104 | ↘204 932 | ↘202 672 | ↘200 547 | ↘198 438 |
| 2017     | 2018     | 2019     | 2020     | 2021     | 2024     | 2025     |          |          |          |          |
| ↘196 406 | ↘194 084 | ↘191 839 | ↘190 334 | ↘177 819 | ↘172 618 | ↘170 429 |          |          |          |          |

На 1 января 2025 года по численности населения город находился на 106-м месте из 1124 городов Российской Федерации.

## Административное устройство
Прокопьевск в рамках административно-территориального устройства является городом областного подчинения; в рамках муниципально-территориального устройства в его границах образовано муниципальное образование Прокопьевский городской округ.

### Территориальное деление
Территориально город состоит из трёх районов:
| Район       | Население, чел. |
| ----------- | --------------- |
| Зенковский  | ↘26 934         |
| Рудничный   | ↘101 435        |
| Центральный | ↘49 450         |

На территории отдела полиции «Центральный» всего имеется 7720 квартир и 5158 частных домов. На территории отдела полиции «Зенковский» всего имеется 5262 квартиры и 3840 частных домов. На территории отдела полиции «Рудничный» всего имеется 6125 квартир и 4680 частных домов. На территории отдела полиции «Тырган» всего имеется 13246 квартиры и 1710 частных домов
Районы Прокопьевска включают 15 планировочных районов (микрорайонов), составляющие в основном бывшие населённые пункты, включённые в городскую черту: Красная Горка, Усяты, Зиминка, Ясная Поляна, Прижелезнодорожный, Берёзовая Роща, Тырган, Сафоново, Щербаковский, Высокий, Соловьёвка, Северный Маганак, Маганак, Зенково, Спиченково.

### Органы власти и управления городом
24 сентября 2010 года постановлением Прокопьевского городского Совета народных депутатов была утверждена новая редакция Устава города, согласно которой органы власти состоят из:
- Прокопьевского городского Совета народных депутатов (представительный орган власти), (большинство депутатов члены ЕР, 1 депутат от СР),
- Главы города Прокопьевска,
- Администрации города Прокопьевска (исполнительно-распорядительный орган власти).

Функция финансового контроля уставом города закреплена за Советом народных депутатов.

### Председатели исполкома и Главы администрации
- 1963—1977 — Паяльников, Алексей Николаевич,
- 1991—1995 — Мирошников, Виктор Васильевич,
- 1995—1997 — Романько, Александр Иванович,
- 1997—1999 — Голубев, Евгений Андреевич,
- 1999—2016 — Гаранин, Валерий Анатольевич,
- 2016—2021 — Мамаев, Андрей Борисович,
- 2021 год — Старченко, Вячеслав Викторович, избран 13 ноября 2021 года — уволен 26 ноября 2021 года (за банкет во время траура по погибшим горнякам)[58].
- с 2021 года — Шкарабейников, Максим Александрович.

## Экономика

### Угольная промышленность
Город являлся одним из основных центров добычи коксующегося угля в Кузбассе и в России. В пик расцвета угольной промышленности в городе было 16 угольных шахт.
В 1969 году шахты и карьеры Прокопьевска добыли более 14 100 тыс. тонн угля.
На 2016 год действовала одна шахта имени Дзержинского; она была ликвидирована в 2019 году. Недалеко от города находится Берёзовский разрез.
По состоянию на 2025 год, в черте города на полях ликвидированных шахт работает несколько разрезов.
В городе работает Сибирский научно-исследовательский институт углеобогащения.

### Обрабатывающая промышленность
Бывший центр машиностроения. Заводы:
- «Электромашина» (ликвидирован в 1993г, станки распроданы, часть корпусов разобрана, на его базе работает предприятие «Электропром»),
- ООО «Прокопьевский завод Электроаппарат»,
- ПАО НПО «ПЗС»,
- ГПЗ-14 — государственный подшипниковый завод № 14 (не существует, станки сданы в металлолом),
- Завод взрывозащищенного и общепромышленного оборудования «Горэкс — Светотехника»,
- «Кузбассбелавто» (закрыт),
- «Новотранс»,
- Прокопьевский ремонтно-механический завод,
- Металло-механический завод,
- Ремонтный трамвайно-троллейбусный завод.

Также в городе Прокопьевске действуют НПО «Перспектива», мебельная фабрика. В 2011 году в городе создан сервисный специализированный технический центр Кузбассбелавто (закрыт). Он занимался сервисным ремонтом БелАЗов, МАЗов, продукции GE, ZF Friedrichshafen AG, компании Амкодор, Белкоммунмаша. В 2009 году открыто вагоноремонтное предприятие «Новотранс».

### ЖКХ и строительство
В городе 2037 многоквартирных домов. Ими управляют: ООО «УК „Жилищное хозяйство“» — 1622 МКД; ООО «УК „Управдом“» — 292 МКД; ООО «УК „ЖЭК N 16“» — 5 МКД; ТСЖ — 55 МКД; непосредственное управление — 63 МКД. Всего в городе 437 лифтов в 123 многоэтажных жилых домах. Работают строительные компании: в том чисте ПСК Отдел-строй, МУП «ПТХ», ООО «СтройЛес», ООО «Промышленный Альянс», ООО «Теплоэнергоремонт».

### Сфера услуг
На южной окраине города находятся санатории «Прокопьевский» (закрыт в 2024 году) и «Шахтёр», а также развлекательный комплекс «Аврора».

### ТОР «Прокопьевск»
В границах Прокопьевска в 2018 году образована территория опережающего социально-экономического развития «Прокопьевск», на которой действует особый правовой режим предпринимательской деятельности.

## Образование
В городе находятся средние специальные учреждения:
- Прокопьевский электромашиностроительный техникум,
- Прокопьевский техникум физической культуры,
- Прокопьевский горнотехнический техникум имени В. П. Романова,
- Прокопьевский строительный техникум,
- Прокопьевский колледж искусств им. Хворостовского,
- Прокопьевский филиал Кемеровского областного медицинского колледжа,
- Прокопьевский аграрный колледж (Школьный (Прокопьевский район).

ВУЗы:
- Филиал Кузбасского государственного технического университета имени Т. Ф. Горбачёва

## Культура
Работает драматический театр, краеведческий музей, а также культурно-выставочный центр «Вернисаж», колледж искусств, четыре детских музыкальных и художественная школы. 
Работает реконструированная самая крупная в городе зона отдыха — Зенковский парк, где находится большой пруд, популярный среди горожан в летнее время. Зимой в Зенковском парке работает центр проката лыж и действует множество лыжных маршрутов.

## Спорт
К спортивным сооружениям относятся спортивный комплекс «Снежинка», спортивно-оздоровительный комплекс «Жемчужина», дворец спорта «Дельфин», спортивно-развлекательный центр «Солнечный» с парком аттракционов, стадион «Шахтёр» (одно из старейших спортсооружений Кузбасса, 1935 г.).
Подготовку спортсменов осуществляет ДЮСШ № 3 с более чем 300 обучающимися ежегодно, 5 спортсменами-инструкторами и 5 тренерами-преподавателями. На базе ДЮСШ действует женская регбийная команда «Прокопчанка».

## Медицина
В городе работает более 20 государственных медучреждений — больниц, поликлиник, диспансеров, СМП и 11 частных медучреждений, в 1930х годах работал Институт гигиены труда.

## Транспорт

### Междугородный транспорт
Железнодорожная станция Прокопьевск принимает поезда, следующие транзитом из Новокузнецка в Москву, Санкт-Петербург, Адлер, Анапу, Новосибирск, Кисловодск, Владивосток и другие города и обратно, а также пригородные электропоезда, электропоезда Белово — Новокузнецк, Новокузнецк — Новосибирск.
Авиасообщение с городом выполняется новокузнецким аэропортом Спиченково.
Прокопьевская автостанция (работает 12 часов в сутки, с 06:40 до 18:40), ежедневно выполняется 63 рейса в разные направления, перевозится около 600 пассажиров.

### Городской транспорт
Территорию города покрывают 22 городских автобусных маршрута, также из Прокопьевска по разным направлениям работают 16 пригородных маршрутов. Автобусные маршруты № 100, № 101, № 115, № 116 и № 159 — общие для Прокопьевска и Киселёвска, а № 151 и № 155 — для Прокопьевска и Новокузнецка.
С 1936 года в городе действует трамвай. По состоянию на 2025 год существует 4 регулярных маршрута — № 3, № 5.
, № 6 и № 7. При невозможности движения на каком-либо участке трамваи следуют либо до ближайшего разворотного кольца, либо по укороченным маршрутам, соответствующим ныне не используемым и упраздненным маршрутам № 1, № 2 и № 4.

## Средства массовой информации

#### Печатные издания
- Шахтёрская правда

#### Радиостанции
- 97,3 FM — Радио Дача
- 100,0 FM — Радио России / ГТРК Кузбасс (Киселёвск)
- 103,0 FM — Радио Маяк (Новокузнецк)
- 104,7 FM — Авторадио (Киселёвск)
- 105,9 FM — Love Radio (Киселёвск)
- 107,4 FM — Радио Прокопьевск
- 107,8 FM — Наше радио (Киселёвск)

#### Местное телевидение
- ТНТ / 27 канал Прокопьевск
- Че!

#### Цифровое эфирное телевидение
Все 21 каналов для мультиплекса РТРС-1 и РТРС-2; Пакет радиоканал, включает: «Вести FМ», «Радио Маяк», Радио России / ГТРК Кузбасс.
- Пакет телеканалов РТРС-1 (телевизионный канал 53, частота 730 МГц), включает: «Первый Канал», Россия 1 / ГТРК Кузбасс, «Матч ТВ», «НТВ», «Пятый Канал», «Россия К», Россия 24 / ГТРК Кузбасс, «Карусель», «ОТР» / «Кузбасс Первый», «ТВЦ».
- Пакет телеканалов РТРС-2 (телевизионный канал 47, частота 634 МГц), включает: «РЕН ТВ», «СПАС», «СТС», «Домашний», «ТВ3», «Пятница!», «Звезда», «Мир», «ТНТ», «МУЗ-ТВ».
- Обязательные общедоступные региональные телеканалы («21-я кнопка»): телекомпания Губернский телеканал «Кузбасс Первый».

## Памятники
- Памятник художнику Ивану Селиванову. Установлен в июле 2013 года.[69]
- Бюст лётчика-космонавта Волынова Бориса Валентиновича.
- Памятник Адаму и Еве.
- Памятник Иисусу Христу.
- Памятник неизвестному солдату.

### Религия
- Собор Рождества Иоанна Предтечи
- Храм Покрова Пресвятой Богородицы
- Церковь Воскресение Христа
- Приход Матери Божьей Неустанной Помощи (Римско-католическая церковь, Греко-католическая церковь)[70]

### Некоммерческие организации
- Спортивные общества
- Станичное казачье общество «Спас»

## Города-побратимы
- Горловка[71].